# سابرینا د آنجلو
سابرینا د آنجلو (انگلیسی: Sabrina D'Angelo؛ زادهٔ ۱۱ مهٔ ۱۹۹۳) بازیکن فوتبال اهل کانادا و عضو تیم ملی زنان این کشور است. از باشگاه‌هایی که در آن بازی کرده‌است می‌توان به وسترن نیویورک فلش اشاره کرد.
وی همچنین در تیم‌های ملی فوتبال تیم ملی فوتبال زیر ۱۷ سال زنان کانادا، تیم ملی فوتبال زیر ۲۰ سال زنان کانادا، و زنان کانادا بازی کرده‌است. وی در مسابقات کشوری و بین‌المللی در مجموع برندهٔ ۱ مدال برنز شده‌است.
در سال ۲۰۱۲، د آنجلو به عنوان بازیکن سال زیر ۲۰ سال کانادا انتخاب شد.

## زندگی

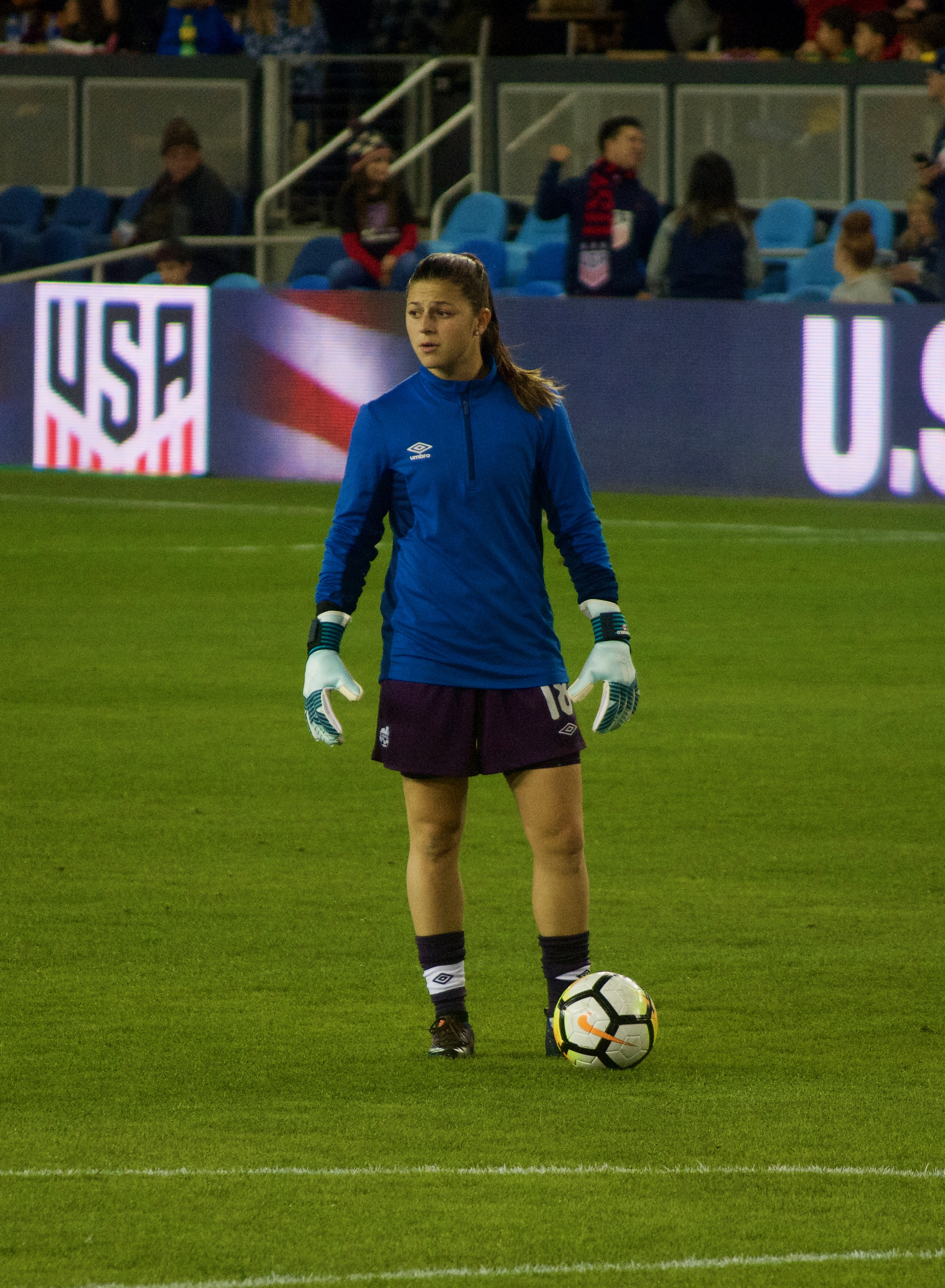
قبل از بازی در استادیوم آوایا، سن خوزه، کالیفرنیا در سال ۲۰۱۷

در ولند، انتاریو زاده شد و در مدرسه کالج نوتردام تحصیل کرد.
در دانشگاه کارولینای جنوبی ادامه تحصیل داد و در این زمان از سال ۲۰۱۱ تا ۲۰۱۴ برای تیم Gamecocks بازی کرد.

## آمار حرفه‌ای

### باشگاهی
تا تاریخ ۱۳ مه ۲۰۲۱
| باشگاه                 | لیگ                       | فصل    | لیگ  | لیگ | پلی آف | پلی آف | کل   | کل |
| باشگاه                 | لیگ                       | فصل    | بازی | گل  | بازی   | گل     | بازی | گل |
| ---------------------- | ------------------------- | ------ | ---- | --- | ------ | ------ | ---- | -- |
| وسترن نیویورک فلش      | لیگ ملی فوتبال زنان       | ۲۰۱۵   | ۷    | ۰   | ۰      | ۰      | ۷    | ۰  |
| وسترن نیویورک فلش      | لیگ ملی فوتبال زنان       | ۲۰۱۶   | ۱۱   | ۰   | ۲      | ۰      | ۱۳   | ۰  |
| وسترن نیویورک فلش      | کل                        | کل     | ۱۸   | ۰   | ۲      | ۰      | ۲۰   | ۰  |
| North Carolina Courage | لیگ ملی فوتبال زنان       | ۲۰۱۷   | ۸    | ۰   | ۰      | ۰      | ۸    | ۰  |
| North Carolina Courage | لیگ ملی فوتبال زنان       | ۲۰۱۸   | ۶    | ۰   | ۱      | ۰      | ۷    | ۰  |
| North Carolina Courage | کل                        | کل     | ۱۴   | ۰   | ۱      | ۰      | ۱۵   | ۰  |
| Vittsjö GIK            | لیگ برتر فوتبال زنان سوئد | ۲۰۱۹   | ۲۰   | ۰   | ۰      | ۰      | ۲۰   | ۰  |
| Vittsjö GIK            | لیگ برتر فوتبال زنان سوئد | ۲۰۲۰   | ۳    | ۰   | ۰      | ۰      | ۳    | ۰  |
| Vittsjö GIK            | لیگ برتر فوتبال زنان سوئد | ۲۰۲۱   | ۵    | ۰   | ۰      | ۰      | ۵    | ۰  |
| Vittsjö GIK            | کل                        | کل     | ۲۸   | ۰   | ۰      | ۰      | ۲۸   | ۰  |
| جمع کل                 | جمع کل                    | جمع کل | ۶۰   | ۰   | ۳      | ۰      | ۶۳   | ۰  |